# Paleobiology Database

Logo der Paleobiology Database

The Paleobiology Database ist eine nicht-kommerzielle, kostenlos und frei online zugängliche Datenbank zur systematischen Erfassung des Fossilberichtes. Sie stellt Benutzern Informationen zum geologischen Alter, zur Verbreitung und zur Klassifizierung von ausgestorbenen Tieren, Pflanzen und Mikroorganismen zur Verfügung. Der Zugang zur Paläobiologie-Datenbank ist direkt über ihre Website paleobiodb.org möglich. Ergänzt wird die Paleobiology Database durch die Plattform fossilworks.org, auf der unter anderem Tools für die statistische Analyse der Daten bereitgestellt werden. Alle Daten sind lizenziert unter CC BY-SA 4.0.

## Entstehung
Die Paleobiology Database verdankt ihre Existenz einem internationalen Team engagierter Mitglieder, die Daten beisteuern und als Kuratoren tätig sind. Die Website fossilworks.org wurde 1998 von dem Biologen John Alroy, Associate Professor an der Macquarie University in Australien, als Schnittstelle zwischen Nutzern und Datenbank programmiert, finanziert und seitdem unterhalten vor allem durch Zuwendungen des Australian Research Council. Die Server der Website befinden sich unter der Obhut der Macquarie University. Gemeinsam mit dem Paläontologen Charles R. Marshal (University of California, Berkeley, USA) begründete Alroy auch die Datenbank. Eine zweite Schnittstelle zwischen Nutzern und Datenbank wurde später von Wissenschaftlern der University of Wisconsin–Madison (USA) eingerichtet, die, um Irritationen zu vermeiden, unter der gleichen Bezeichnung wie die Datenbank – Paleobiology Database – firmiert.
Die Datenbank ging aus einem Projekt namens Phanerozoic Marine Paleofaunal Database (deutsch: Datenbank für die Paläo-Fauna der Meere des Phanerozoikums) hervor, das von 1998 bis 2000 vom US-amerikanischen National Center for Ecological Analysis and Synthesis gefördert wurde. Seit 2010 wird sie von der US-amerikanischen National Science Foundation finanziert. Das Erstellen der Inhalte der Datenbank wird von Beginn an zudem durch zahlreiche Projektförderungen finanziert, die direkt an die beteiligten Wissenschaftler gehen.
Mitglied der Datenbank-Gemeinschaft kann jeder Forscher werden, der sich zur Einhaltung der Datenbankrichtlinien verpflichtet und Daten beitragen möchte. Studierende können mit nachgewiesener Unterstützung durch einen professionellen Betreuer ebenfalls Daten liefern. Leitungsgremium der Datenbank ist ein aus zwölf Mitgliedern bestehender Vorstand.
Die Datenbank enthält derzeit rund 450.000 taxonomische Namen (Stand: März 2022).

## Belege
1. ↑  Webseiten von John Alroy auf bio.mq.edu.au
2. ↑  Frequently asked questions. Auf: fossilworks.org
3. ↑  Frequently asked Questions auf: paleobiodb.org
4. ↑  About: The PaleoBioDB website and database.